# Гремлини
Гремлини (енгл. Gremlins) је амерички комични хорор филм из 1984. године, режисера Џоа Дантеа и извршног продуцента Стивена Спилберга са Захом Галиганом и Фиби Катс у главним улогама. Добио је 5 Награда Сатурн и то за: најбољи хорор филм, најбољу режију (Данте), најбољу споредну женску улогу (Поли Холидеј), најбољу музику (Џери Голдсмит) и најбоље специјалне ефекте.
Остварио је велики успех и у финансијском и у погледу реакција критичара и публике. Сајт Rotten Tomatoes га је оценио са 85%, а IMDb просечном оценом 7,3. Има доста елемената црног хумора измешаног са Божићним расположењем.
Упркос комерцијалном успеху и позитивним критикама, филм је добио и замерке због појединих сцена која су „претерано насилне”. Као одговор на те и сличне критике које је добио његов филм Индијана Џоунс и уклети храм, Спилберг је покренуо предлог о увођењу новог ранга у Систему рангирања филмова Америчке филмске асоцијације. Два месеца касније, предлог је прихваћен и уведен је нов ранг филмова, PG13.
6 година касније, Гремлини су добили наставак под насловом Гремлини 2: Ново гнездо, у коме се Галиган и Катс враћају у главне улоге.

## Радња
Рандал Пелцер купује кућног љубимца, мало крзнасто створење из расе могвеј, свом сину Билију за рођендан. Продавац га упозорава да не смеју прекршити три правила: Не смеју га излагати бљештавој светлости, не смеју га пустити да дође у контакт са водом и не смеју га хранити после поноћи. Одушевљен поклоном, Били љубимцу даје име „Гизмо”.
Кршењем једног по једног правила, што из радозналости, што из непажње, Били проузрокује да рођење великог броја могвеја, који нису дружељубиви као Гизмо. Када дође до хране после поноћи, они порасту великом брзином и почињу да тероришу људе по улицама на Бадње вече.
Били са својом девојком Кејт, покушава да заустави катастрофу коју је изазвао...

## Улоге
| Глумац            | Улога                         |
| ----------------- | ----------------------------- |
| Зак Галиган       | Били Пелцер                   |
| Фиби Кејтс        | Кејт Берингер                 |
| Хауи Мандел       | Гизмо                         |
| Хојт Акстон       | Рандал „Ранд” Пелцер          |
| Поли Холидеј      | Руби Дигл                     |
| Франсес Ли Мекејн | Лин Пелцер                    |
| Френк Велкер      | Страјп                        |
| Судија Рајнхолд   | Гералд Хопкинс                |
| Дик Милер         | Мари Фатерман                 |
| Глин Тирман       | Рој Хансон                    |
| Кеј Лук           | гдин Винг                     |
| Кори Фелдман      | Пит Фонтејн                   |
| Џонатан Бенкс     | Брент Фрај                    |
| Едвард Ендруз     | Роналд Корбен                 |
| Стивен Спилберг   | бициклиста                    |
| Џери Голдсмит     | човек у телефонској говорници |
| Џеки Џозеф        | Шила Фатерман                 |
| Белинда Баласки   | гђа Џо Харис                  |
| Хари Кери Џуниор  | гдин Андерсон                 |
| Мија Фароу        |                               |
| Мајкл Винслоу     | Могваи / Гремлини (глас)      |